# Chanceaux-près-Loches
Chanceaux-près-Loches és un municipi francès, situat al departament de l'Indre i Loira i a la regió de Centre – Vall del Loira. L'any 2007 tenia 150 habitants.

## Demografia

### Població
El 2007 la població de fet de Chanceaux-près-Loches era de 150 persones. Hi havia 50 famílies, de les quals 8 eren unipersonals (8 homes vivint sols), 25 parelles sense fills i 17 parelles amb fills.
La població ha evolucionat segons el següent gràfic:
Habitants censats

### Habitatges
El 2007 hi havia 84 habitatges, 55 eren l'habitatge principal de la família, 16 eren segones residències i 13 estaven desocupats. 82 eren cases i 2 eren apartaments. Dels 55 habitatges principals, 38 estaven ocupats pels seus propietaris, 11 estaven llogats i ocupats pels llogaters i 5 estaven cedits a títol gratuït; 2 tenien dues cambres, 2 en tenien tres, 11 en tenien quatre i 39 en tenien cinc o més. 49 habitatges disposaven pel capbaix d'una plaça de pàrquing. A 17 habitatges hi havia un automòbil i a 36 n'hi havia dos o més.

### Piràmide de població
La piràmide de població per edats i sexe el 2009 era:
| Homes | Edats   | Dones |
| ----- | ------- | ----- |
| 0     | 95 o +  | 0     |
| 0     | 90 a 94 | 0     |
| 0     | 85 a 89 | 0     |
| 0     | 80 a 84 | 0     |
| 4     | 75 a 79 | 4     |
| 4     | 70 a 74 | 0     |
| 4     | 65 a 69 | 4     |
| 8     | 60 a 64 | 4     |
| 0     | 55 a 59 | 4     |
| 4     | 50 a 54 | 8     |
| 12    | 45 a 49 | 4     |
| 4     | 40 a 44 | 4     |
| 4     | 35 a 39 | 0     |
| 4     | 30 a 34 | 4     |
| 4     | 25 a 29 | 4     |
| 8     | 20 a 24 | 4     |
| 8     | 15 a 19 | 8     |
| 0     | 10 a 14 | 0     |
| 0     | 5 a 9   | 4     |
| 8     | 0 a 4   | 4     |

## Economia
El 2007 la població en edat de treballar era de 91 persones, 67 eren actives i 24 eren inactives. De les 67 persones actives 61 estaven ocupades (30 homes i 31 dones) i 6 estaven aturades (1 home i 5 dones). De les 24 persones inactives 9 estaven jubilades, 10 estaven estudiant i 5 estaven classificades com a «altres inactius».

### Ingressos
El 2009 a Chanceaux-près-Loches hi havia 52 unitats fiscals que integraven 140 persones, la mediana anual d'ingressos fiscals per persona era de 20.479 €.

### Activitats econòmiques
Dels 4 establiments que hi havia el 2007, 1 era d'una empresa extractiva, 1 d'una empresa de construcció, 1 d'una empresa d'hostatgeria i restauració i 1 d'una empresa de serveis.
L'únic servei als particulars que hi havia el 2009 era un restaurant.
L'any 2000 a Chanceaux-près-Loches hi havia 10 explotacions agrícoles que ocupaven un total de 470 hectàrees.

## Poblacions més properes
El següent diagrama mostra les poblacions més properes.